# Liridon Leçi
Liridon Leçi (* 11. Februar 1985 in Priština, SFR Jugoslawien, heute Kosovo) ist ein ehemaliger albanischer Fußballspieler. 

## Karriere
Liridon Leçi begann seine Fußballkarriere beim KF Prishtina im Kosovo. Von dort wechselte er 2005 zum albanischen Verein KS Elbasani. In der darauf folgenden Saison 2007/2008 spielte er beim KS Flamurtari Vlora. Im Juni 2008 schloss er sich KS Besa Kavaja an. Am 15. August 2008 bestritt er ein Probetraining beim deutschen Zweitligisten VfL Osnabrück, das aber zu keiner Verpflichtung führte. Nach zwei Jahren bei Besa Kavaja und der Vizemeisterschaft 2010 und dem Pokalsieg im selben Jahr wechselte er innerhalb der Kategoria Superiore zu KS Kastrioti Kruja.
Ein halbes Jahr später verließ Leçi Albanien und wechselte zu Kalmar FF in die schwedische Allsvenskan. Dort konnte er sich nicht durchsetzen und kam in zwei Spielzeiten nicht zum Einsatz. Anfang 2013 schloss er sich Ligakonkurrent Landskrona BoIS an. Nach einem Jahr kehrte er ins Kosovo zurück. Dort durchlief er die Mannschaften KF Hajvalia und seiner ehemaligen Jugendmannschaft FC Prishtina. 2017 wechselte Leçi zum kosovarischen Meister KF Drita. 
Zur Saison 2020/21 schloss sich Leçi dem kosovarischen Erstligisten KF Llapi an.
Im Jahr 2021 gewann Leçi den kosovarischen Pokal mit KF Llapi. Nach dem Erfolg beendete Leci seine aktive Karriere als Fußballer.

## Erfolge
- Kosovarischer Meister: 2004, 2018
- Kosovarischer Pokalsieger: 2021
- Albanischer Pokalsieger: 2010